# جامع الشعيبية
جامع الشعيبية هو مسجد أثري بني في حلب مع بدايات دخول الإسلام إلى حلب، في عام 636م.

## موقعه ونشأته
يقع جامع الشُّعَيْبِيَّة داخل باب أنطاكية، وهو أوّل ما اخْتَطّه [بناه] المسلمون من المساجد عند فتح حلب بقيادة أبي عُبَيْدة بن الجرَّاح في عهد سيدنا عمر رضي الله عنهما، قال ابن الأَثِير في حوادث عام 15 هـ عند ذكره فتح حلب وتحصن أهلها: «وحصرهم المسلمون فلم يلبثوا أن طلبوا الصُّلح والأمان على أنفسهم وأولادهم ومدينتهم وكنائسهم وحُصُنِهم، فأُعطوا ذلك واسْتُثني عليهم موضع المسجد» ، فهو من الجوامع المشهورة بحلب عبر التاريخ، وقد ذكره ابن الشِّحْنَة ضمن مشاهير الجوامع بحلب.
ويطلق عليه ايضاً جامع الأتراس و الجامع العُُمَرِيّ .

## تاريخه
كان هذا الجامع مَدْرَسةً وقبلها كان مسجدًا، ثم عاد مسجدًا كما بُني في أول عهده، وكان عامرًا بالتدريس والعلم منذ أن جُعل مدرسة، ولكن مرت عليها فترة من الزمن أصبحت خالية من التدريس، يقول أبو ذر الحلبي في تاريخه بعد أن ذكر مَنْ تولى التدريس بها: «هذه المدرسة الآن شَاغِرة [أي: فارغة] عن الشعائر والدرس بل ولا يعلم أحد أنها مدرسة، وعليها وقف ببلد أعزاز وقد استولى الناس على وقفها، وتركوها خالية صفرًا كغيرها من المدارس، لا مدرس ولا أنيس، ولا فقيه ولا جليس، مُقْفِرَةَ العَرَصَات [أي: الساحات]، خالية من إقامة الصلوات»، وجاء في حاشية مخطوط تاريخ حلب لأبي ذر الحلبي: «وأما الآن فبحمد الله سبحانه هي معمورة بالصلوات، ولها خطبة، وبابها مفتوح يدخلها الناس في كل آن، وعلى بابها من جهة القِبْلة حوض ماء عذب ينتفع به المسلمون. والحمد لله رب العالمين». فهذا النص يظهر أنه في زمن أبي ذر الحلبي [818 ـ 884 هـ = 1415 ـ 1480م] كانت خالية من الدرس ثم رجعت إليها إقامة الشعائر من الأذان والصلاة، فلعله من ذلك الوقت انقلبت المدرسة من كونها مدرسةً إلى مسجد تقام فيه الشعائر. والله تعالى أعلم.

## معالمه
قال الغزي: «فيه قِبلية صغيرة في شرقيها شبه حُجرة فيها قبر لأحد الصالحين، وبعض جدرانه باقية من آثار نور الدين رحمه الله [511 ـ 569 هـ = 1118 ـ 1174م]، والقِدَم ظاهر عليها، وهو عامر تقام فيه الصلوات والجمعة». وله منارة محكمة قصيرة وتحتها حجارة ضخمة عليها كتابة كوفية بديعة من النوع المسمى بالمزهر.

## أسماؤه
عُرف المسجد بعدّة تسميات عبر التاريخ منذ نشأته إلى الآن، كل تسمية بزمن معين:
- 1ـ المسجد العُمَرِيّ: «كان يعرف بالعمري لحدوثه في زمن سيدنا عمر رضي الله عنه».[6]
- 2ـ مسجد الأَتْرَاس: سبب التسمية بهذا الاسم أنه لما فتح سيدنا أبو عبيدة رضي الله عنه حلب ودخل من باب أنطاكية وقف المسلمون في موضع هذا المسجد وحفّوا حوله بالأتراس ثم بَنَوْه مسجدًا.[7]
- 3ـ مسجد الغَضَائِرِيّ: عُرف بهذا الاسم نسبة إلى مُحدث حلب ومُسْنِد الشام أبي الحسن عليّ بن عبد الحميد الغضائريّ نزيل حلب العابد الثقة [ت 313 هـ = 925م]، وهو أحد الأولياء من أصحاب السَّرِيّ السَّقَطِيّ، وحَجَّ من حلب ماشيًا أربعين حجة.[8]
- 4ـ مسجد شُعَيْب (المدرسة الشُّعَيْبِيَّة الشَّافِعِيَّة): عُرف بهذا الاسم نسبة إلى شُعَيْب بن أبي الحسن بن حسين بن أحمد الأندلسيّ الفقيه الزاهد، وكان من الفقهاء المعتبرين والزهّاد المعروفين، وكان نور الدين [ملك حلب] يعتقد فيه [الصلاح]، فعَمَرَ له المسجد مدرسة حين مجيئه إلى حلب، ووقف عليها وقفًا ورتبه فيها مُدَرِّسًا على المذهب الشافعيّ، ولم يزل مُدَرِّسًا فيها حتى تُوفّي سنة [596هـ = 1200م]، وكان قد انقطع في مسجد الغضائريّ فعُرف المسجد به وانقطع عنه اسم الغضائريّ.[9]
- 5ـ جامع التُّوتة: عُرف بهذا الاسم بين العامة في زمن الشيخ كامل الغزي [1271 ـ 1351هـ = 1853 ـ 1933م].[10]